# Procedibilità d'ufficio
La procedibilità d'ufficio, nel diritto penale italiano, è la conseguenza di alcuni reati a seguito dei quali l'azione penale deve essere avviata dando luogo a un procedimento penale nel momento in cui giunge la notizia del reato.

## Caratteristiche
A differenza di quanto accade per i reati perseguibili a querela della persona offesa, o altri casi in cui è necessaria un'altra condizione di procedibilità dell'azione penale, non si ritiene necessaria la denuncia/querela della parte lesa, pertanto l'autorità giudiziaria deve immediatamente perseguire il colpevole non appena acquisisca la relativa denuncia d'ufficio, indipendentemente dalla eventuale lesione di diritti di terzi e dalla loro eventuale facoltà di rivalsa. Inoltre, l'azione avviata d'ufficio è irrevocabile, non è dunque possibile interromperla come avviene nel caso di remissione della querela.

## Analisi
La scelta di stabilire la procedibilità d'ufficio relativamente alla persecuzione di un certo tipo reato dipende dalla legge. L'art. 50 comma 2 del codice di procedura penale stabilisce di regola la procedibilità d'ufficio, salvo diversa previsione legislativa.
Alcuni reati sono ordinariamente perseguibili a querela della persona offesa, salvo ricorrano alcune circostanze aggravanti che li rendono perseguibili d'ufficio.